# Lisa Gnadl

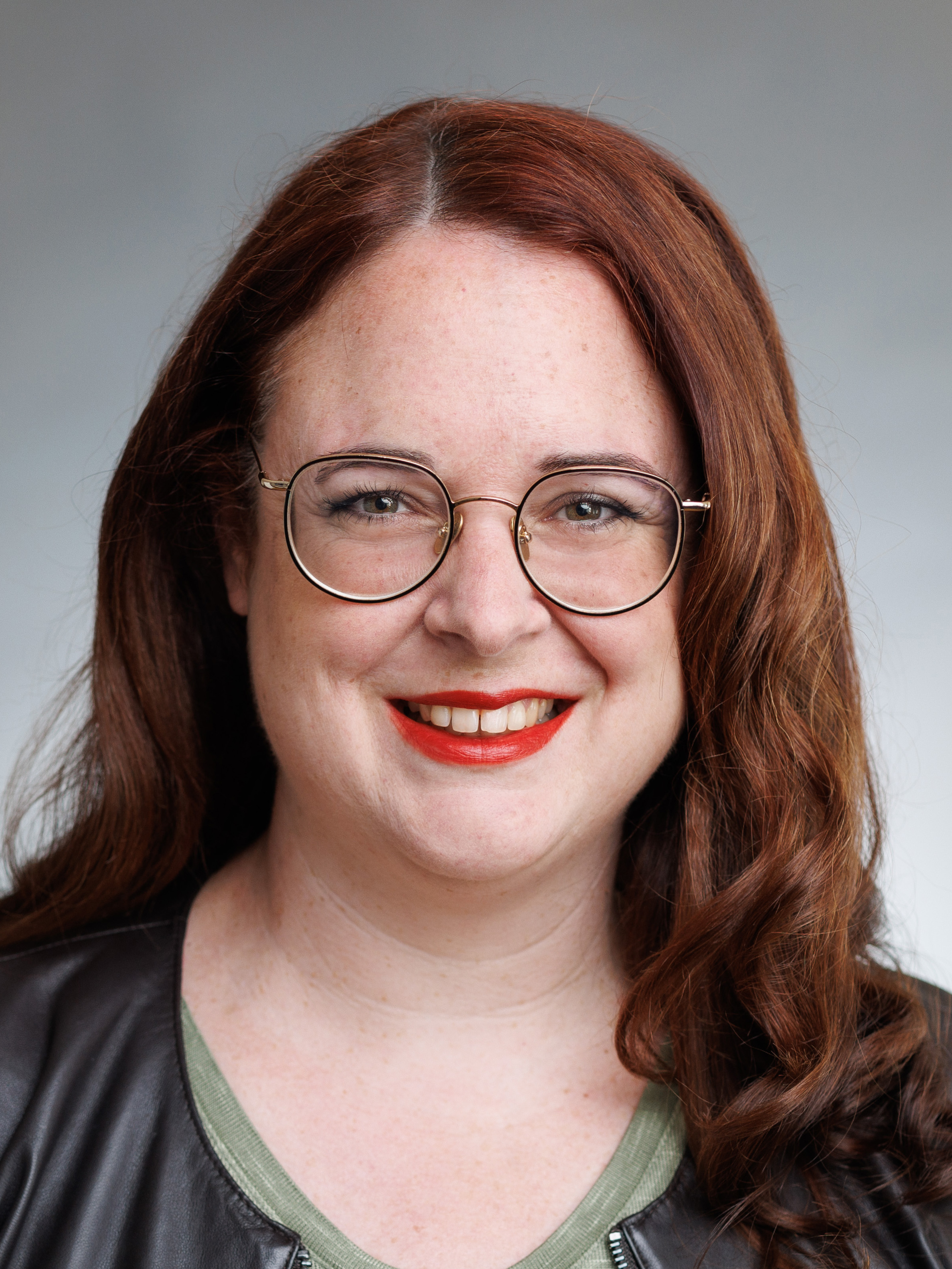
Lisa Gnadl (2022)

Lisa Gnadl (* 22. Mai 1981 in Bad Nauheim) ist eine deutsche Politikerin (SPD) und seit 2008 Abgeordnete des Hessischen Landtags.

## Ausbildung und Beruf
Gnadl studierte nach dem Abitur von 1999 bis 2006 an der Johann Wolfgang Goethe-Universität in Frankfurt am Main Soziologie mit Schwerpunkt Stadt- und Regionalentwicklung und schloss das Studium als Diplom-Soziologin ab. Neben ihrem Studium arbeitete sie von 1999 bis 2006 als wissenschaftliche Mitarbeiterin für die sozialpolitische Sprecherin der SPD-Landtagsfraktion Petra Fuhrmann. Nach dem Studium arbeitete sie von Mai bis September 2006 auf einer Vertretungsstelle am Institut für Gesellschafts- und Politikanalyse der Goethe-Universität Frankfurt/M. bei Marianne Rodenstein.
Von November 2006 bis zu ihrem Einzug in den Landtag arbeitete sie bei Rhein-Main-Service in der Verkehrs- und Marktforschung. Das Beratungs-, Planungs- und Dienstleistungsunternehmen ist eine  Tochtergesellschaft des Rhein-Main-Verkehrsverbundes.

## Politik
Gnadl ist seit 1997 Mitglied der SPD. Dort ist sie Vorsitzende der SPD des Wetteraukreises, Bezirksvorstandsmitglied der SPD Hessen-Süd und stellvertretende Vorsitzende im SPD-Landesvorstand. Ebenfalls seit 1997 ist sie Mitglied der Jusos und war dort unter anderem von 2003 bis 2004 stellvertretende hessische Landesvorsitzende.
Bei der Landtagswahl in Hessen 2008 wurde Gnadl direkt als Wahlkreisabgeordnete des Wahlkreises 26 (Wetterau II) in den Landtag gewählt. Sie gewann den Wahlkreis mit 38,5 Prozent knapp vor Klaus Dietz von der CDU. Mit 26 Jahren war sie 2008 nach Janine Wissler (Linke), die einen Tag jünger ist, die zweitjüngste Abgeordnete im 17. Hessischen Landtag. Bei der vorgezogenen Landtagswahl in Hessen 2009 verlor sie ihren Wahlkreis, wurde aber über die Landesliste in den Landtag gewählt.
Kommunalpolitisch war sie seit der Kommunalwahl 2006 bis 2024 Mitglied des Wetterauer Kreistages. Sie war zudem Vertreterin des Wetterauer Kreistages in der Regionalversammlung Südhessen (RVS).
Bei der Landtagswahl in Hessen 2013 trat sie erneut im Wahlkreis Wetterau II an. Hier unterlag sie gegen Klaus Dietz. Ihr gelang jedoch der Wiedereinzug in den Landtag über ein Listenplatz der Partei. Bei den Wahlen 2018 und 2023 wurde Gnadl wieder über die Landesliste in den Landtag gewählt.
Seit 2024 ist sie Parlamentarische Geschäftsführerin und innenpolitische Sprecherin der SPD-Fraktion.

## Privates
Gnadl ist die Tochter des ehemaligen Landrats des Wetteraukreises Rolf Gnadl. Sie ist verheiratet, hat drei Kinder und wohnt in Altenstadt-Lindheim.